# The Welcome Arrival of Rain
The Welcome Arrival of Rain is een compositie van de Britse componiste Judith Weir. Het werk is geschreven voor symfonieorkest. De opdracht voor het werk kwam van het Minnesota Orchestra, dat op 22 januari 2003 de eerste uitvoering gaf onder leiding van Osmo Vänskä. De opdracht kwam in het kader van het 100-jarig bestaan van het orkest.
Weir haalt haar inspiratie meestal uit exotische culturen zoals voor haar opera A Night at the Chinese Opera. Voor The Welcome Arrival of Rain haalde ze haar inspiratie uit een deel van de 18000 verzen van de Srimad bhagavatam, dat ook vermeld wordt in de partituur. Het betreft verzen over de vreugde die langzaam op gang komt als in India de moessontijd aankomt. Alle droogte wordt verdreven door een (soms te) overvloedige regenval. Het uitzicht van het feest wordt weergegeven in een eendelig werk dat in ongeveer vier secties uiteenvalt. Om het werk licht te houden is de instrumentatie ook licht gehouden; geen laag koper bijvoorbeeld en veel houtblazers. De eerste sectie bestaat voornamelijk uit de muziek voor houtblazers en strijkinstrumenten, het tweede voor koperblazers; we horen als het ware de natuur opveren. De regen is gearriveerd en door middel van het slagwerk wordt de donder en bliksem aangekondigd en zo ook de derde sectie. De vierde sectie is een haast marsachtig thema in de fagotten, die dit keer niet brommen, maar vrolijk gestemd zijn.
Het werk is erg onrustig en zit instrumentaal vol. Pas op het eind komt het werk tot rust als de regen inmiddels is gevallen en het onweer langzaam wegtrekt. De spanning is verbroken. Het werk werd verdeeld ontvangen; men vond soms de helderheid van het werk in combinatie met de instrumentale drukte te veel en op een gegeven moment vervlakkend werken. Anderen vonden juist de enorme klankpracht betoverend.

## Orkestratie
- 3 dwarsfluiten waarvan 1 piccolo, 2 hobo’s waarvan 1 althobo, 3 klarinetten, 3 fagotten;
- 4 hoorns, 4 trompetten, geen trombones en tuba
- pauken, 3 man / vrouw percussie waaronder tom-toms en rototoms, harp en
- violen, altviolen, celli, contrabassen.

## Discografie
- Uitgave NMC Recordings; BBC Symphony Orchestra o.l.v. Martyn Brabbins

## Bron
- uitgave NMC
- ChesterNovello voor instrumentatie en première